# Robeasca (gmina)
Robeasca – gmina w Rumunii, w okręgu Buzău. Obejmuje dwie miejscowości Moșești i Robeasca. W 2011 roku liczyła 1124 mieszkańców.